# Герой Труда (КНДР)
Герой Труда — почётное звание в КНДР, присваивается с вручением «Ордена Государственного Знамени» I степени и золотой медали «Серп и Молот». Учреждено 17 июля 1951 года.
Звание присваивается также и машинам — в частности, его были удостоены 5-тонный пневматический молот («проработавший более 30 лет без единой поломки») и электровоз (в связи с 40-летием эксплуатации).

## Известные награждённые
- Ким Ир Сен (1958)[2]
- Ли Чхун Хи — диктор Корейского центрального телевидения
- Ким Гван Сук — певица, солистка «Почхонбо»
- Ли Ыль Соль
- Новиченко, Яков Тихонович (1984), в 1946 году заслонивший собой от взрыва гранаты Ким Ир Сена
- Ким Чун Хо - крестьянин, разработавший новую технологию выращивания тыкв (за вклад в развитие овощеводства)[3]
- Пан Хак Се (1984)
- Фидель Кастро Рус (2006)[4]

Первой женщиной - Героем Труда КНДР стала работница Пхеньянской кокономотальной фабрики Тан Ун Сил.